# Czemierniki
Czemierniki è un comune rurale polacco del distretto di Radzyń Podlaski, nel voivodato di Lublino.
Ricopre una superficie di 107,71 km² e nel 2004 contava 4 677 abitanti.